# 淡彩卷管螺
淡彩卷管螺（学名：Tomopleura nivea），是新腹足目卷管螺科Tomopleura的一种。主要分布于台湾，常栖息在泥沙质海底。